# Шампе (Верхняя Сона)
Шампе́ (фр. Champey) — коммуна во Франции, находится в регионе Франш-Конте. Департамент — Верхняя Сона. Входит в состав кантона Эрикур-Уэст. Округ коммуны — Люр.
Код INSEE коммуны — 70121.

## География
Коммуна расположена приблизительно в 350 км к юго-востоку от Парижа, в 65 км северо-восточнее Безансона, в 40 км к востоку от Везуля.
Северная часть коммуны покрыта лесами.

## Население
Население коммуны на 2010 год составляло 857 человек.
| 1962 | 1968 | 1975 | 1982 | 1990 | 1999 | 2010 |
| ---- | ---- | ---- | ---- | ---- | ---- | ---- |
| 456  | 508  | 603  | 763  | 785  | 713  | 857  |

## Администрация
| Период | Период | Фамилия     | Партия                  | Примечания |
| ------ | ------ | ----------- | ----------------------- | ---------- |
| 1945   | 1971   | Луи Адан    |                         |            |
| 1971   | 1983   | Анри Ресвёр | Разные правые           |            |
| 1983   | 2001   | Жинет Валле | беспартийный            |            |
| 2001   | 2014   | Жан Валле   | Социалистическая партия |            |

## Экономика
В 2010 году среди 544 человек трудоспособного возраста (15—64 лет) 438 были экономически активными, 106 — неактивными (показатель активности — 80,5 %, в 1999 году было 69,6 %). Из 438 активных жителей работали 399 человек (212 мужчин и 187 женщин), безработных было 39 (14 мужчин и 25 женщин). Среди 106 неактивных 25 человек были учениками или студентами, 51 — пенсионерами, 30 были неактивными по другим причинам.

## Фотогалерея

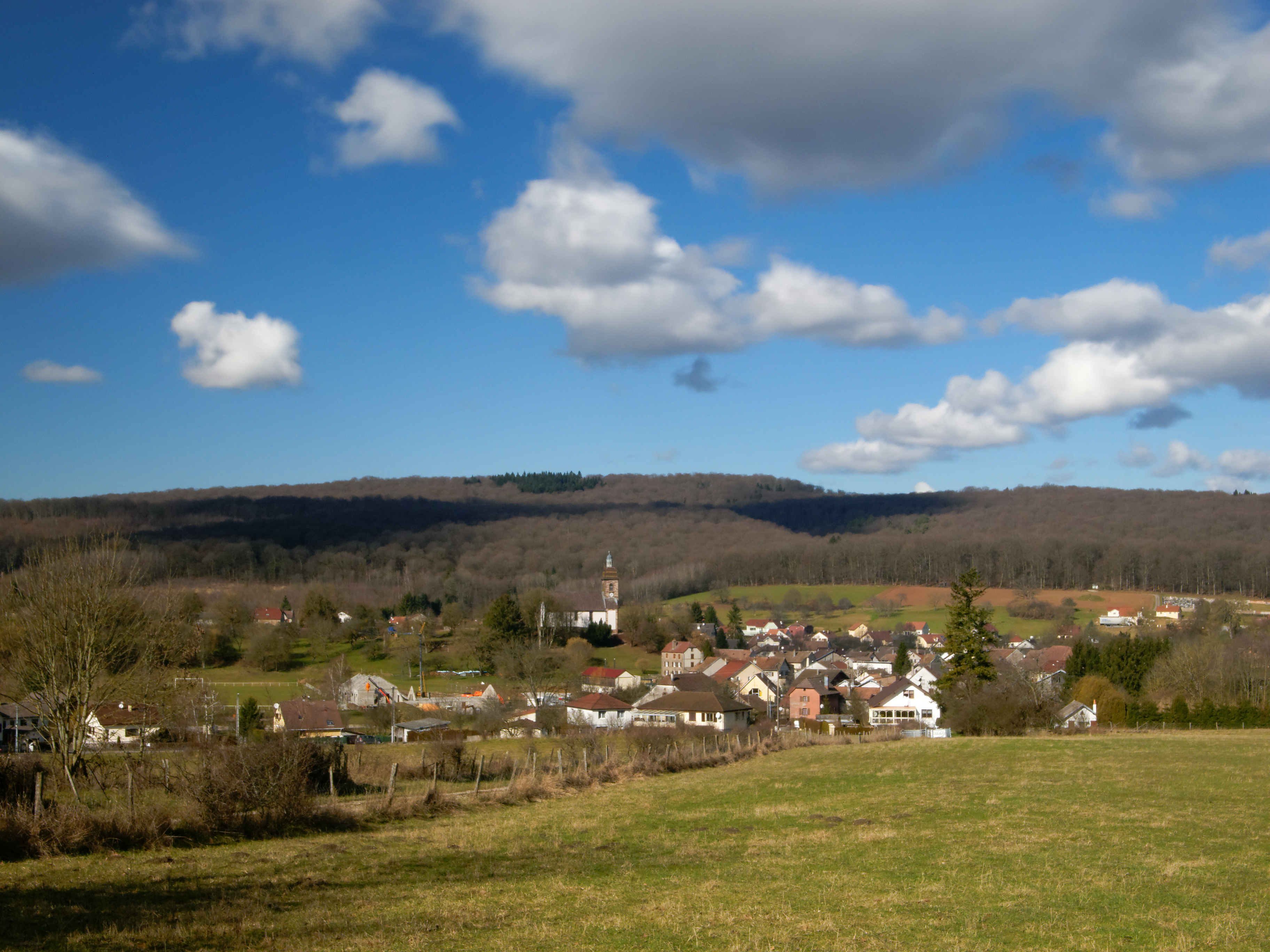
Шампе
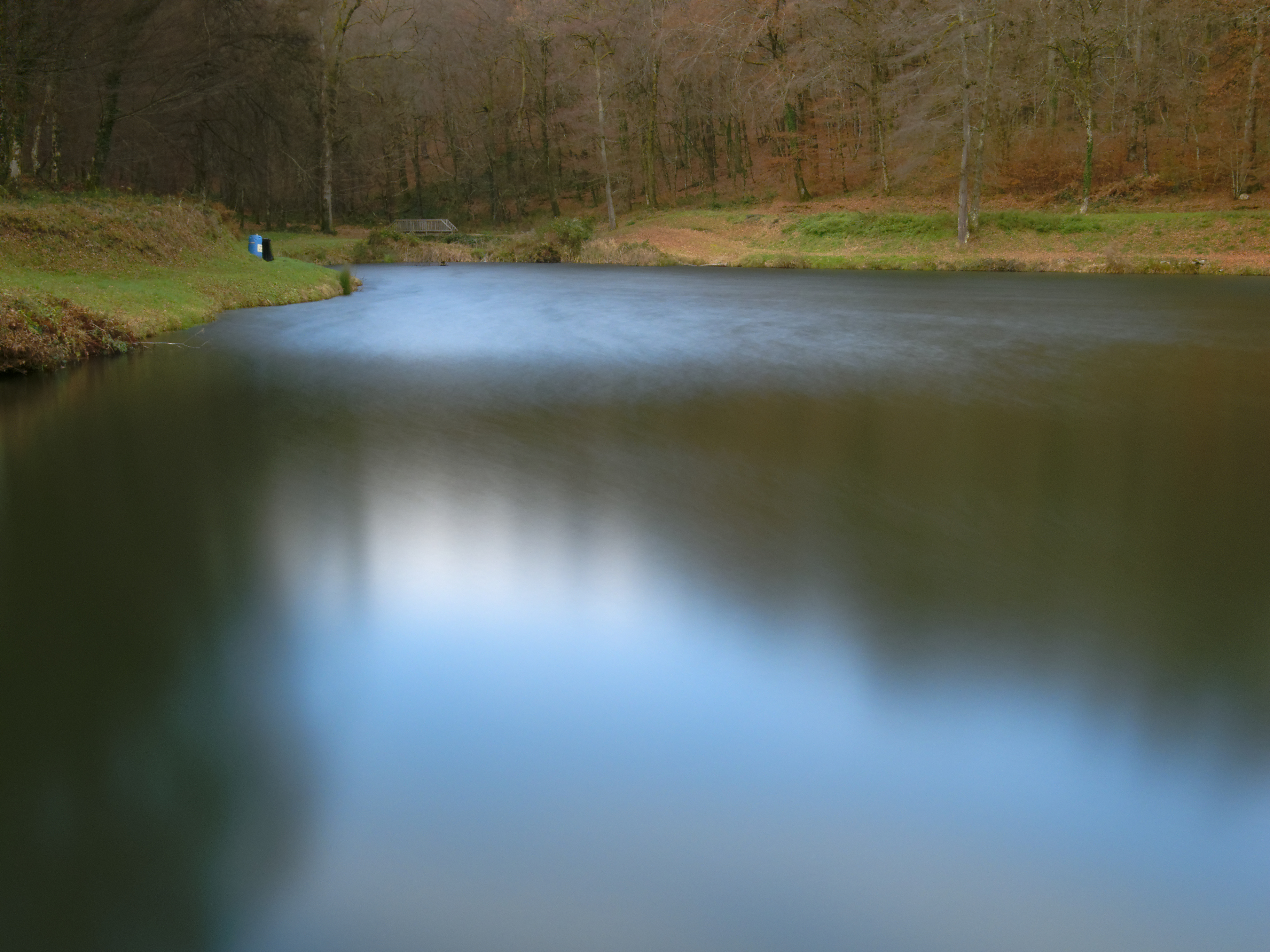
Озеро Шампе